# Boechout
Boechout è un comune belga di 12 804 abitanti nelle Fiandre (Provincia di Anversa).

## Suddivisioni
Il comune è costituito dai seguenti distretti:
- Boechout
- Vremde